# Carte de identitate românească

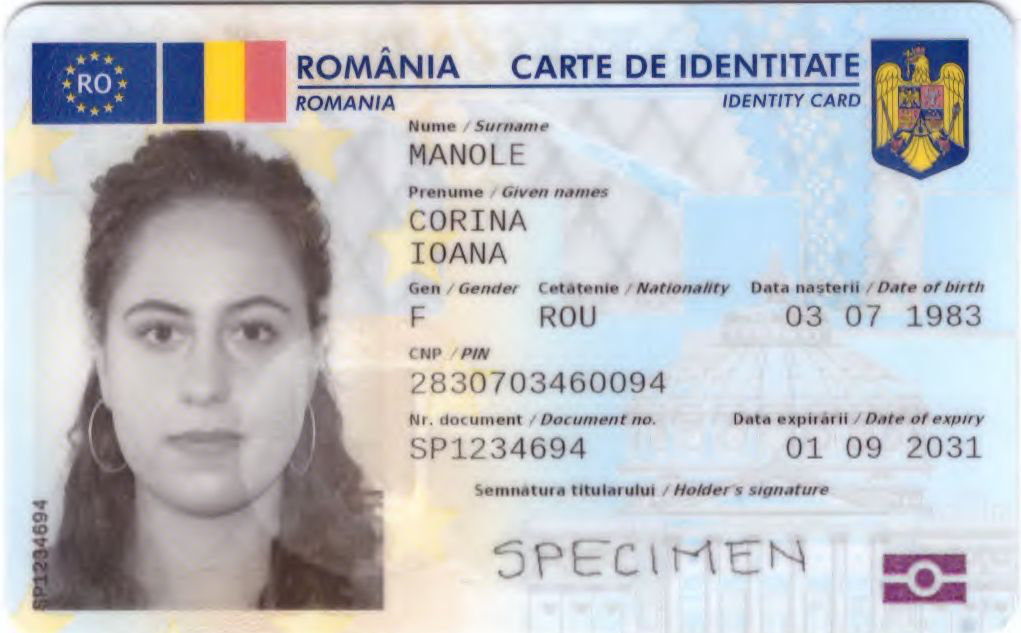
Carte de identitate din 2021

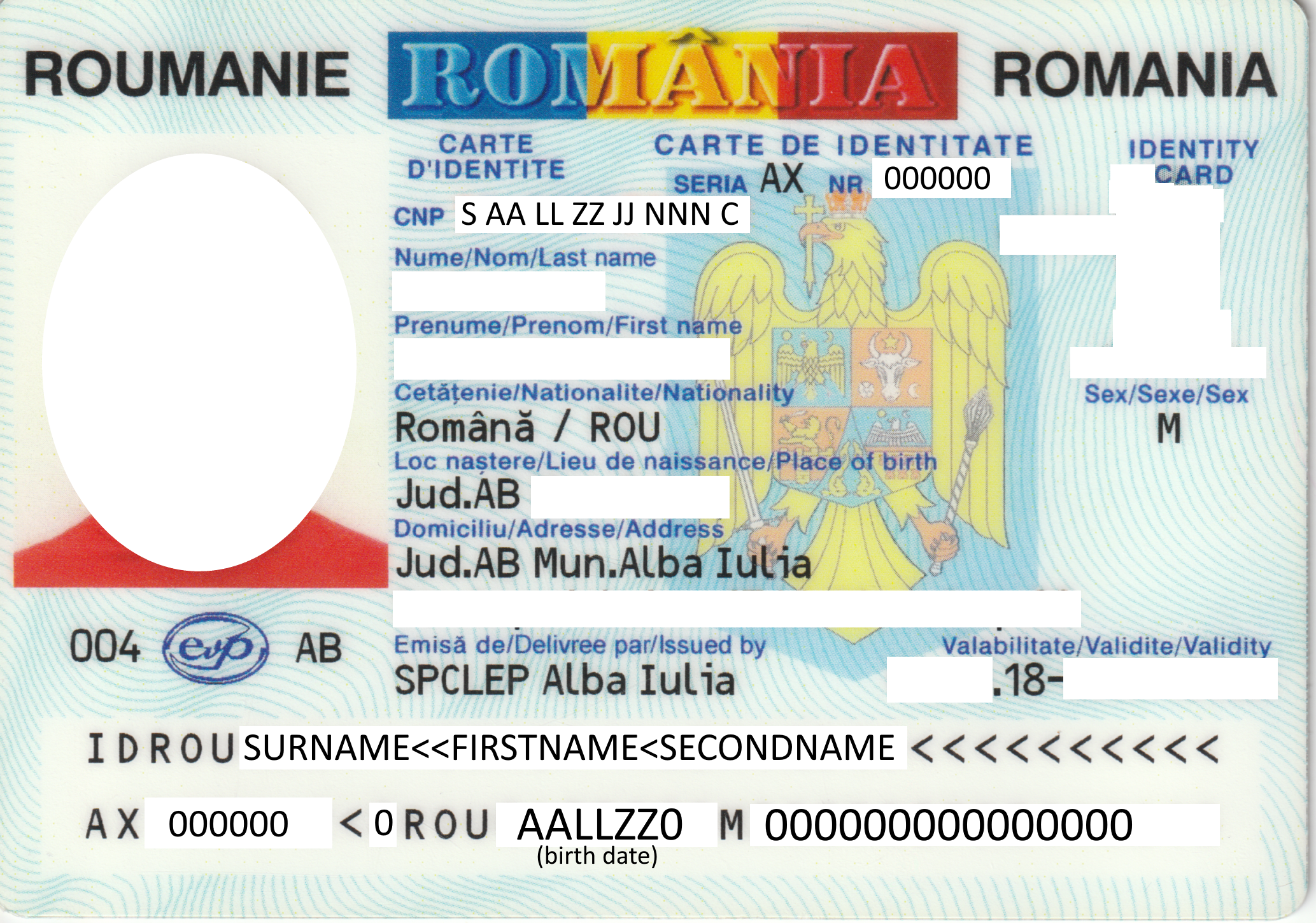
Carte de identitate din 2018

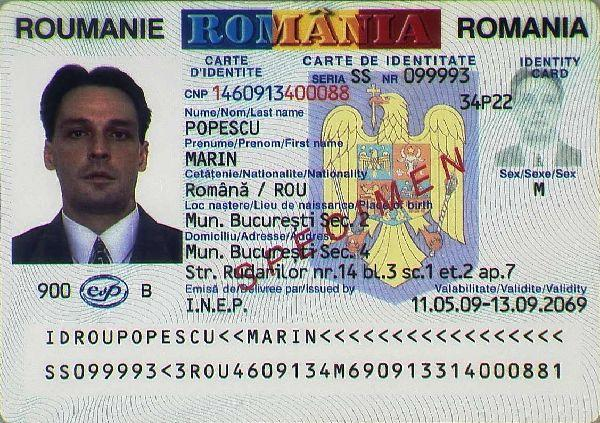
Carte de identitate din 2009

Cartea de identitate este documentul care se eliberează cetățeanului român cu domiciliul în România. Se eliberează pentru prima dată la împlinirea vârstei de 14 ani. Pentru aceasta trebuie făcută dovada identității, a domiciliului (a reședinței titularului, după caz) și a cetățeniei române.
Cartea de identitate este emisă de Direcția Generală pentru Evidența Persoanelor, subordonat Ministerului Afacerilor Interne.

## Informații

### Pe fața documentului:[3]
- Numele de familie
- Prenumele
- Sexul
- Cetățenia (ROU)
- Data nașterii
- Codul numeric personal (CNP)
- Numărul documentului (se modifică la fiecare reînnoire)
- Data expirării documentului
- Semnătura olografă a titularului
- Numărul CAN

### Pe spatele documentului:
- Data emiterii documentului
- Autoritatea emitentă (D.G.E.P.)

De asemenea, există o zonă de citire optică, asemenea pașapoartelor. 

### Design
Cartea de identitate este o tipăritură colorată de dimensiunea 85.60 mm x 53.98 mm, înfoliată la cald.
Tipul de caracter folosit este din familia OCR-B (creat în 1968 de Adrian Frutiger pentru Monotype). La partea de date personale se folosesc diacritice cu un spațiere de -30% pentru a acomoda nume lungi sau localități cu denumire lungă. 
Poza se afla în partea stânga și în dreapta sus transparent 30% în alb negru.
Zona de citire optica
În partea de jos a documentului are fundal alb și este scris tot cu OCR-B, dar mai spațiat și aerisit ca cele 3 linii a 30 caractere să fie din capăt în capăt. Aici nu se folosesc diacritice pentru a nu crea probleme la recunoașterea automată.

### Seriile cărților de identitate (în modelele emise înainte de 2021)
Seria existentă pe fiecare carte de identitate este compusă din două litere, reprezentând prescurtarea fie a numelui județului (cu mici diferențe, uneori identic cu indicativul auto), fie a numelui reședinței județului în care se face emiterea.
| Oraș                  | Județ           | Serie / Serii C.I.                     | Indicativ auto |
| --------------------- | --------------- | -------------------------------------- | -------------- |
| Alba Iulia            | Alba            | AX                                     | AB             |
| Alexandria            | Teleorman       | TR                                     | TR             |
| Arad                  | Arad            | AR, ZR                                 | AR             |
| Bacău                 | Bacău           | XC, ZC                                 | BC             |
| Baia Mare             | Maramureș       | MM, XM                                 | MM             |
| Bistrița              | Bistrița-Năsăud | XB                                     | BN             |
| Botoșani              | Botoșani        | XT, ZT                                 | BT             |
| Brașov                | Brașov          | BV, ZV                                 | BV             |
| Brăila                | Brăila          | XR                                     | BR             |
| București             | -               | DP, DR, DT, DX, RD, RR, RT, RX, RK, RZ | B              |
| București             | Ilfov           | IF                                     | IF             |
| Buzău                 | Buzău           | XZ, ZB                                 | BZ             |
| Călărași              | Călărași        | KL                                     | CL             |
| Cluj-Napoca           | Cluj            | KX, CJ                                 | CJ             |
| Constanța             | Constanța       | KT, KZ, TX                             | CT             |
| Craiova               | Dolj            | DX, DZ                                 | DJ             |
| Deva                  | Hunedoara       | HD, XD                                 | HD             |
| Focșani               | Vrancea         | VN                                     | VN             |
| Galați                | Galați          | GL, ZL                                 | GL             |
| Giurgiu               | Giurgiu         | GG                                     | GR             |
| Iași                  | Iași            | MX, MZ, IZ                             | IS             |
| Drobeta-Turnu Severin | Mehedinți       | MH                                     | MH             |
| Miercurea Ciuc        | Harghita        | HR                                     | HR             |
| Oradea                | Bihor           | XH, ZH                                 | BH             |
| Piatra Neamț          | Neamț           | NT, NZ                                 | NT             |
| Pitești               | Argeș           | AS , AZ                                | AG             |
| Ploiești              | Prahova         | PH, PX,PK                              | PH             |
| Reșița                | Caraș-Severin   | KS                                     | CS             |
| Râmnicu Vâlcea        | Vâlcea          | VX                                     | VL             |
| Satu Mare             | Satu Mare       | SM                                     | SM             |
| Sfântu Gheorghe       | Covasna         | KV                                     | CV             |
| Sibiu                 | Sibiu           | SB, SR                                 | SB             |
| Slatina               | Olt             | OT, SL                                 | OT             |
| Slobozia              | Ialomița        | SZ                                     | IL             |
| Suceava               | Suceava         | SV, XV                                 | SV             |
| Timișoara             | Timiș           | TM, TZ                                 | TM             |
| Târgoviște            | Dâmbovița       | DD, ZD                                 | DB             |
| Târgu Jiu             | Gorj            | GZ                                     | GJ             |
| Târgu Mureș           | Mureș           | ZS, MS                                 | MS             |
| Tulcea                | Tulcea          | TC                                     | TL             |
| Vaslui                | Vaslui          | VS, XS                                 | VS             |
| Zalău                 | Sălaj           | SX                                     | SJ             |

## Cartea Electronică de Identitate (CEI)
În România, emisia cărților electronice de identitate a început ca proiect pilot pe 2 august 2021, în județul Cluj, apoi a fost extinsă treptat la nivel național, emisia oficial începând în București pe 20 martie 2025, pentru ca de la data de 12 iunie 2025 aceasta să fie disponibilă la nivelul fiecărui județ.
CEI este obligatorie pentru cetățenii români care au împlinit 14 ani. La cererea expresă a ambilor părinților sau reprezentantului legal, documentul poate fi emis opțional copiilor cu vârsta între 0 și 14 ani, începând cu 2 iunie 2025.
Pentru cetățenii cu vârsta de peste 14 ani, prima CEI este gratuită până la 30 iunie 2026, în limita a aproximativ 5 milioane de documente, suportată din fonduri europene prin PNRR.
În cazul minorilor sub 14 ani, CEI se eliberează contra cost (67 de lei), indiferent dacă este prima cerere.
Valabilitate după vârste:
- 0–2 ani: CEI valabilă 2 ani (fără prelevarea amprentelor)
- 2–14 ani: CEI valabilă 4 ani; de la 12 ani, se prelevează și amprentele digitale
- 14–18 ani: valabilitate 5 ani
- 18–70 ani: valabilitate 10 ani

- > 70 de ani: valabilitate nelimitată

### Context Istoric și implementare

###### 2021 (pilot)
- Proiectul pilot pentru introducerea cărții electronice de identitate (CEI) a fost lansat la 2 august 2021 în municipiul Cluj‑Napoca și era destinat inițial doar persoanelor de peste 18 ani și cu motivul expirării vechiului act de identitate.

###### 2025 (implementare națională)
- Emiterea CEI a început oficial la nivel național în 20 martie 2025, în județul Cluj, și s‑a extins succesiv către toate serviciile de Evidență a Persoanelor din România până în iunie 2025.

### Diferențe față de modelul pilot din 2021
| Caracteristici              | 2021 (pilot - CLUJ)          | 2025 (implementare națională) |
| --------------------------- | ---------------------------- | --- |
| Interfață CIP               | Contact simplu (no NFC/RFID) | Interfață duală: contact + contactless (NFC) conform standardelor ICAO                                                                                           |
| Servicii digitale integrate | Limitate în pilot            | Include: semnătură digitală, e‑guvernare, acces la 11 servicii publice, card de sănătate (în curs de dezvoltare)                                                 |
| Cost                        | 67 RON                       | Prima CEI gratuită pentru persoane ≥ 14 ani până la max. 5 milioane de documente (până în iunie 2026), finanțată prin PNRR, ulterior se aplică un cost de 67 RON |
| Certificate digitale        | 1 certificat                 | 2 certificate (autentificare + semnătură avansată) |
| Adresa de domiciliu         | Întipărită pe verso          | Nu există în format tipărit, fiind prezentă exclusiv în format electronic                                                                                        |

## Document de călătorie
Cartea de identitate poate fi folosită în locul pașaportului pentru a călători în  Uniunea Europeană și în statele SEE/AELS:  Islanda  Liechtenstein  Norvegia  Elveția, și următoarele state/teritorii:  Albania  Andora  Bosnia și Herzegovina  Insulele Canare  Insulele Feroe, Georgia,  Gibraltar  Macedonia de Nord  Moldova  Monaco  Muntenegru  San Marino  Serbia  Vatican  Kosovo și  Turcia

## Termene de valabilitate
În conformitate cu prevederile Ordonanței de urgență nr. 97 din 14/07/2005 (republicată) cartea de identitate se eliberează: 
- cu valabilitate de 4 ani, pentru persoanele cu vârsta cuprinsă între 14 și 18 ani;
- cu valabilitate de 7 ani, pentru persoanele cu vârsta cuprinsă între 18 și 25 de ani;
- cu valabilitate de 10 ani, după împlinirea vârstei de 25 de ani;
- cu valabilitate nelimitată, după împlinirea vârstei de 55 de ani.

## Eliberarea unei noi cărți de identitate
Serviciile publice comunitare de evidență a persoanelor eliberează un nou act de identitate în următoarele cazuri: 
a) la expirarea termenului de valabilitate a actului de identitate care urmează a fi preschimbat; 
b) dacă s-a modificat numele sau prenumele titularului, data ori locul nașterii, iar în cazul titularului unei cărți electronice de identitate, și prenumele ascendentul legal; 
c) în cazul schimbării domiciliului; 
d) în cazul schimbării denumirii sau rangului localităților și străzilor, al renumerotării imobilelor sau rearondării acestora, al înființării localităților sau străzilor; 
e) în cazul atribuirii unui nou C.N.P.; 
f) în cazul deteriorării actului de identitate; 
g) în cazul pierderii, furtului sau distrugerii actului de identitate; 
h) când imaginea facială din actul de identitate nu mai corespunde cu fizionomia titularului; 
i) în cazul schimbării sexului; 
j) în cazul anulării; 
k) pentru preschimbarea actelor de identitate care nu se mai emit, dar sunt valabile.

## Termene procedurale
În termen de 15 zile de la împlinirea vârstei de 14 ani, cetățenii români sunt obligați să solicite eliberarea actului de identitate. 
Titularul sau reprezentantul legal al acestuia este obligat să solicite eliberarea unui nou act de identitate, după cum urmează: 
- cu cel mult 180 de zile înainte de expirarea termenului de valabilitate a actului de identitate, dar nu mai puțin de 15 zile, în situația prevăzută la lit. a);
- în termen de 15 zile de la producerea uneia dintre situațiile prevăzute la lit. b)-j);
- oricând, în situația prevăzută la lit. k).

Actul de identitate valabil rămâne în posesia titularului până la data înmânării noului document. 

## Zona de citire optică (MRZ)
Cele trei linii din partea de jos a documentului sunt specificate în Documentul ICAO 9303 care conține toate datele documentului pentru a fi prelucrate automat.
Cartea electronică de identitate emisă începând cu anul 2025 are 3 linii a 30 de caractere în zona de citire optică.
Linia 1:
```
IDROUSP123634372830703460094<<
```

Datele codificate:
| Grup caractere | Câmp                     | Valoare                  |
| -------------- | ------------------------ | ------------------------ |
| 1-2            | Tip document             | ID                       |
| 3-5            | Țara emitentă            | ROU                      |
| 6-14           | Numărul documentului     | 9 caractere alfanumerice |
| 15             | Cifră de control         | 0-9                      |
| 16-30          | Date extra, inclusiv CNP | 0-9                      |

Linia 2:
```
8307037F3504060ROU<<<<<<<<<<<8
```

Datele codificate:
| Grup caractere | Câmp                                                                                 | Valoare |
| -------------- | ------------------------------------------------------------------------------------ | ------- |
| 1-6            | Data nașterii, în format AALLZZ                                                      | 0-9     |
| 7              | Cifră de control (pentru caracterele 1-6)                                            | 0-9     |
| 8              | Sexul                                                                                | M sau F |
| 9-14           | Data expirării documentului, în format AALLZZ                                        | 0-9     |
| 15             | Cifră de control (pentru caracterele 9-14)                                           | 0-9     |
| 16-18          | Cetățenia                                                                            | ROU     |
| 19-29          | Câmp lăsat liber                                                                     | <       |
| 30             | Cifră de control (pentru caracterele 6-30 din linia 1, 1-7, 9-15, 19-29 din linia 2) | 0-9     |

Linia 3:
```
MANOLE<<CORINA<IOANA<<<<<<<<<<
```

Datele codificate:
| Grup caractere | Câmp                                              | Valoare |
| -------------- | ------------------------------------------------- | ------- |
| 1-30           | Numele, <<, prenumele (după caz, separate prin <) | A-Z, <  |